# Раскоб, Джон Джейкоб
Джон Джейкоб Раскоб (иногда Джон Якоб Рэскоб; англ. John Jakob Raskob; 19 марта 1879, Локпорт, округ Ниагара, штат Нью-Йорк — 15 октября 1950, округ Куин-Анс, Мэриленд) — американский предприниматель, вице-президент и финансовый директор компаний «DuPont» и «General Motors»; ключевой участник строительства Эмпайр Стейт Билдинг; председатель национального комитета Демократической партии с 1928 по 1932 год — сторонник кандидатуры Альфреда Смита на пост президента США; противник Нового курса Франклина Рузвельта — участник Американской лиги свободы; сторонник отмены Сухого закона; кавалер Ордена Святого Григория Великого.

## Работы
- The development of installment purchasing (1926)